# Phép đơn cấu

Trong phạm vi của đại số trừu tượng hay đại số phổ dụng, một đơn cấu là một đồng cấu mang tính đơn ánh. Một đơn cấu từ X đến Y thường được ký hiệu bằng ký hiệu {\displaystyle X\hookrightarrow Y}.
Trong cơ sở tổng quát hơn của lý thuyết phạm trù, một đơn xạ (còn được gọi là cấu xạ monic) là một cấu xạ có tính khử trái được. Nghĩa là, một mũi tên f : X → Y sao cho với mọi vật Z và mọi cấu xạ g1, g2: Z → X,
{\displaystyle f\circ g_{1}=f\circ g_{2}\implies g_{1}=g_{2}.}
Các phép đơn cấu là một sự tổng quát hóa có tính phân loại của các đơn ánh (hay còn được gọi là các hàm "một đối một").

## Liên quan đến tính nghịch đảo
Các cấu xạ khả nghịch trái được yêu cầu là phải là đơn cấu: nếu l là phép nghịch đảo trái đối với f (nghĩa là l là phép cấu xạ và {\displaystyle l\circ f=\operatorname {id} _{X}}), thì f là monic, bởi
{\displaystyle f\circ g_{1}=f\circ g_{2}\Rightarrow l\circ f\circ g_{1}=l\circ f\circ g_{2}\Rightarrow g_{1}=g_{2}.}

## Ví dụ
Mọi phép cấu xạ trong một phạm trù cụ thể mà hàm của nó có tính đơn ánh được gọi là một phép đơn cấu; nói cách khác, nếu các phép đơn cấu là các hàm giữa các tập hợp, thì bất kỳ phép cấu xạ nào là hàm có tính đơn ánh nhất thiết sẽ là một phép đơn cấu theo ý nghĩa phạm trù.